# CoMix Wave Films
CoMix Wave Films (コミックス・ウェーブ・フィルム?, Komikkusu Uēbu Firumu) è uno studio di animazione giapponese.
Lo studio è conosciuto particolarmente per la produzione di anime, cortometraggi e alcuni spot commerciali televisivi.
È stato fondato nel marzo 2007 dopo la scissione dall'allora esistente CoMix Wave, fondato nel 1998 per iniziativa di Itochu Corporation, ADK (adesso marchio di proprietà di ASATSU) e altre compagnie.
I lavori principali di CoMix Wave Films sono realizzati dal regista Makoto Shinkai.

## Filmografia

### Produzione
- 5 cm al secondo (2007)
- Ani*Kuri15 (2007)
- Lupin III - Green vs Red (2008) (assistente alla produzione)
- Haruwo (2008)
- Asylum Session (2009)
- Planzet (2010)
- Viaggio verso Agartha (2011)
- Kono danshi, uchu-jin to tatakaemasu. (2011)
- Inferno Cop (2012)
- Kono danshi, ningyo hiroimashita. (2012)
- La scuola più pazza del mondo (2012)
- Someone's Gaze (2013)
- Hana no Zundamaru (2013)
- Il giardino delle parole (2013)
- World Fool News (2013)
- Kono danshi, sekika ni nayandemasu (2014)
- Cross Road (2014)
- World Fool News (2014)
- Flavors of Youth  (2018)
- Weathering with You (2019)
- Suzume (2022)

### Animazione
- Ani*Kuri15 (2007)
- Viaggio verso Agartha  (2011)
- Eiga Yo-kai Watch: tanjō no himitsu da nyan! (2014) (assistente alle animazioni)
- When Supernatural Battles Became Commonplace (2014) (intercalari)
- Japan Animator Expo (2014) (intercalari)
- Space Dandy (2014) (sfondi)
- Charlotte (2015) (intercalari)
- Detective Conan - I girasoli del fuoco infernale (2015) (Novel) (intercalari e disegni chiave secondari)
- Hana to Alice: Satsujin Jiken (2015)
- Happy ComeCome (2015) (intercalari)
- Peeping Life TV: Season 1?? (2015)
- Il film Pokémon - Hoopa e lo scontro epocale (2015) (assistente agli intercalari)
- Miss Hokusai (2015) (intercalari)
- Taifuu no Noruda (2015) (intercalari)
- The Boy and the Beast (2015) (intercalari)
- Kono Danshi Wizard (2016)
- Tabi Machi Late Show (2016)
- Your Name. (2016)
- Weathering with You (2019)